# Glosa
Glosa, na starogrčkom znači “jezik”. Kasnije je ova reč poprimila značenje manje poznate reči i tumačenja nekog termina ili izraza. U postklasičnoj praksi, u pravnim školama od kraja III veka bilo je uobičajeno da se uz dela klasičnih rimskih pravnika na margini teksta prave “glose” - tumačenja i objašnjenja. Prema položaju u tekstu, glose se mogu podeliti na interlinearne i marginalne.
Komentarisanje pravnih tekstova putem glosa bilo je naročito razvijeno u srednjem veku od strane glosatora Bolonjske škole koji su skupljali glose koje se odnose na isto pravno pitanje i grupisali ih u zbirke koje su se zvale Summae sumarum. Prvi glosator koji je čitao i komentarisao Digesta bio je Irnerije (lat. Irnerius). Poznati glosator Akurzije (lat. Accursius), sabrao je glose svojih prethodnika oko 1250. godine i upotpunio je komentar Justinijanove kodifikacije — Glossa ordinaria, što je bilo od značaja kod recepcije rimskog prava u pravne sisteme evropskih država.
Osim u pravnim tekstovima, glose su postojale u brojnim biblijskim rukopisima kao razjašnjenja nejasnih reči. Iako su glose isprva razjašnjenja čisto verbalnih poteškoća, one se vremenom proširuju u objašnjenja istorijskog (Isaija 1, 1), geografskog (Postanje 35, 6; Sudije 19, 10), biografskog (Post 36, 8; Sudije 7, 1), ritualnog (Psalmi) ili doktrinarnog tipa (Isaija 11, 2; Rimljanima 16 , 25-27), štaviše u komentar ili tumačenje. Naposletku sama glosa biva uklopljena u tekst od strane redaktora (glosatora) u kojem se kasnije pojavljuje kao integralni deo. Oni su vršili aktualizaciju zastarelih pojmova, odnosno prilagođavanje teksta za nove generacije čitalaca, ali često i tendenciozno ‘ulepšavanje teksta’ shodno ličnim afinitetima i sinhronizaciji oprečnih iskaza.

## Literatura
1. ↑  Božović, Nenad. „Глосе (библијске), у: Лексикон библијске егзегезе (прир. Р. Кубат/П. Драгутиновић), 106.”.